# NGC 424
NGC 424 là một thiên hà xoắn ốc trong chòm sao Ngọc Phu. Thiên hà này được John Herschel phát hiện vào ngày 30 tháng 11 năm 1837.

## Hình ảnh

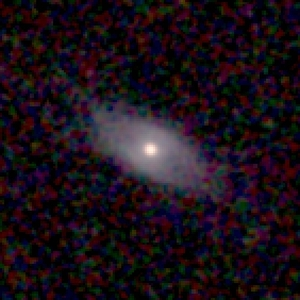
NGC 424
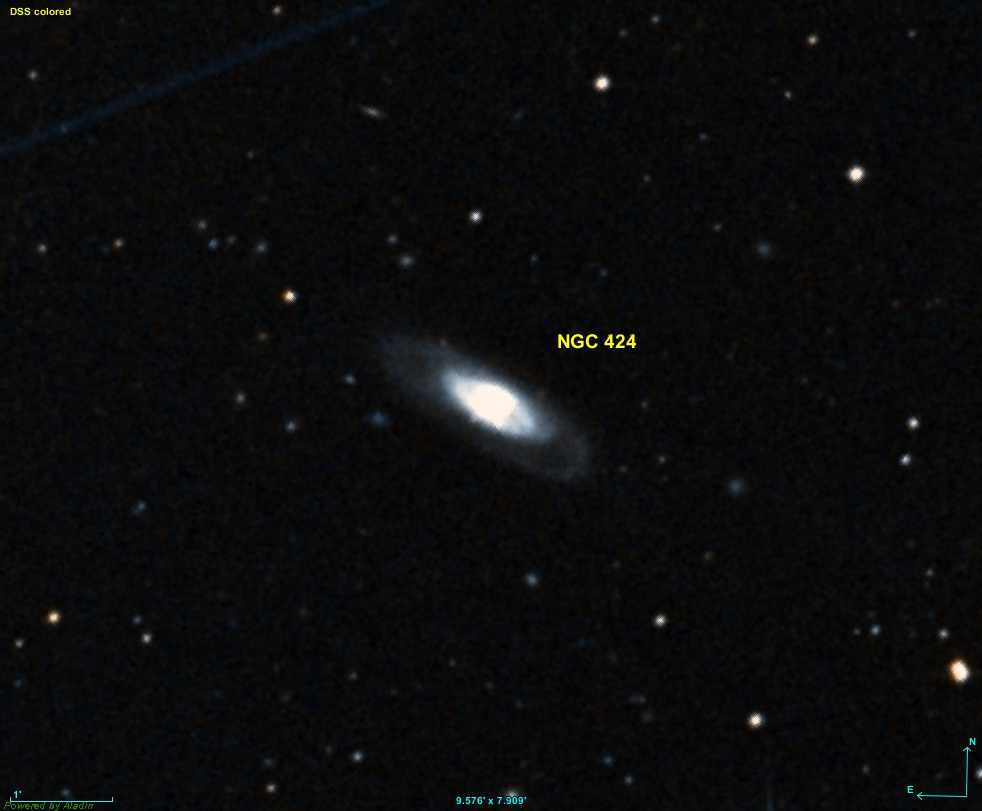
NGC 424
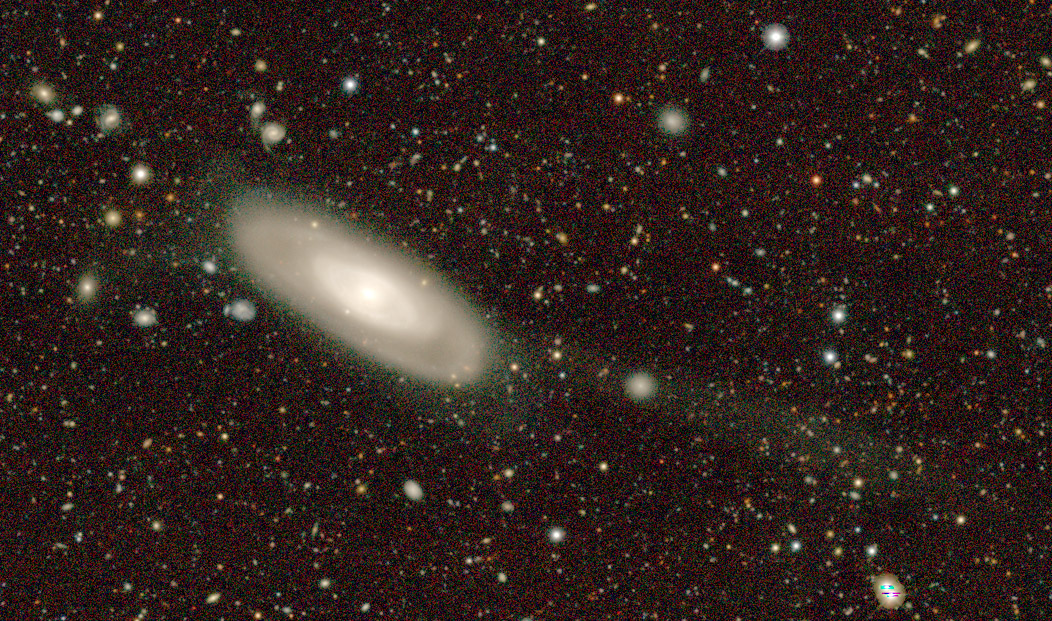
NGC 424